# Yin-Yang (Victor Wooten)
Yin-Yang è il terzo album del bassista Victor Wooten.
La linea vocale della traccia Pretty Little Lady è stata registrata al contrario e poi inserita in reverse, in modo da sembrare naturale. Questo è un esempio di fonetica inversa.
Sono stati girati i video delle tracce Zenergy e Resolution che vedono i "Victor Wooten and Carter Beauford" alle prese con la composizione e registrazione delle tracce.

## Tracce

### Disco 1 - strumentale
1. "Imagine This" (V. Wooten) – 5:08
2. "Yinin' & Yangin' (V. Wooten) – 4:36
3. "Hip Bop" (V. Wooten) – 4:03
4. "Joe's Journey" (V. Wooten) – 5:20
5. "The Urban Turban" (V. Wooten) – 2:42
6. "Tali Lama" (V. Wooten) – 5:17
7. "Zenergy" (Béla Fleck, Carter Beauford, V. Wooten) – 6:46
8. "Kalia Speaks" (Future Man, V. Wooten) – 3:00
9. "Sacred Place" (V. Wooten) – 3:46
10. "Resolution" (Carter Beauford, V. Wooten) – 4:57

### Disco 2
1. "Hormones in the Headphones" (Michael Kott) – 4:06
2. "Yinin' & Yangin'" (versione cantata) (J.D. Blair, Dwight Farrell, Jonathan Morse, V. Wooten) – 4:12
3. "Kaila Raps" (V. Wooten) - 4:42
4. "One" (V. Wooten) – 4:54
5. "What Crime Is It?" (J.D. Blair, Bootsy Collins, William Collins II, V. Wooten) – 4:55
6. "Go Girl Go" (Michael Kott) – 3:18
7. "Pretty Little Lady" (V. Wooten) – 3:34
8. "Hero" (Future Man) – 4:42
9. "Singing My Song" (V. Wooten) – 4:43
10. "Think About That" (V. Wooten) – 4:09

## Musicisti
- Victor Wooten - basso, chitarra, violoncello, programmazione, seconda voce, basso acustico, contrabbasso elettrico
- Steve Bailey - basso
- Carter Beauford - batteria
- J.D. Blair - batteria, voce, programmazione musicale
- David Blazer - violoncello
- Kathy Chiavola - voce
- Jeff Coffin - sassofono tenore
- Bootsy Collins - voce
- Billy Contreras - violino
- Count Bass D - rappin
- Stuart Duncan - violino
- Tabitha Fair - voce
- Béla Fleck - banjo
- Joseph Wooten - organo, pianoforte, tastiere, teremin, seconda voce
- Aseem Hetep - voce
- Michael Kott - violoncello, seconda voce
- Park Law - voce
- Rod McGaha - tromba
- Jonathan Morse - seconda voce
- Jonell Mosser - voce
- Jim Roberts - djembe, shaker
- Peter Rowan - voce
- Buddy Spicher - violino, viola
- Kurt Storey - violino
- Allyson Taylor - voce
- Kirk Whalum - sassofono soprano e tenore
- Roger "Rock" Williams - sassofono soprano
- Dorothy G. Wooten - voce
- Holly Wooten - seconda voce
- Kaila Wooten - voce
- Regi Wooten - chitarra, chitarra acustica
- Rudy Wooten - sassofono